# Южно-Дубровинское сельское поселение
Южно-Дубровинское се́льское поселе́ние — муниципальное образование в Армизонском районе Тюменской области Российской Федерации.
Административный центр — село Южно-Дубровное.

## История
Статус и границы сельского поселения установлены Законом Тюменской области от 5 ноября 2004 года № 263 «Об установлении границ муниципальных образований Тюменской области и наделении их статусом муниципального района, городского округа и сельского поселения».

## Население
| 2010 | 2011 | 2012 | 2013 | 2014 | 2015 | 2016 |
| ---- | ---- | ---- | ---- | ---- | ---- | ---- |
| 595  | ↘594 | ↗599 | ↘589 | ↘577 | ↘573 | ↘567 |
| 2017 | 2018 | 2019 | 2020 | 2021 | 2023 |      |
| ↘562 | ↘535 | ↘532 | ↘530 | ↗607 | ↘576 |      |

## Состав сельского поселения
| № | Населённый пункт | Тип населённого пункта       | Население |
| - | ---------------- | ---------------------------- | --------- |
| 1 | Гоглина          | деревня                      | ↘28       |
| 2 | Комлева          | деревня                      | ↘37       |
| 3 | Полое            | деревня                      | ↘57       |
| 4 | Южно-Дубровное   | село, административный центр | ↘473      |